# Orthogonius cyclothorax
Orthogonius cyclothorax – gatunek chrząszcza z rodziny biegaczowatych i podrodziny Orthogoniinae.

## Taksonomia
Gatunek ten opisali w 2007 roku Ming-yi Tian oraz Thierry Deuve. Holotypem jest samiec odłowiony w 2005 roku. Nazwa gatunkowa pochodzi od zaokrąglonego kształtu przedplecza.

## Opis
Biegaczowaty ten osiąga od 10,5 mm długości i 4,5 mm szerokości ciała. Ciało tęgie, umiarkowanie błyszczące. Głowa ciemnobrązowa. Przedplecze i pokrywy rudobrązowe. Uda odnóży żółte. Pozostałe człony nóg, głaszczki, czułki, labrum i spód ciała brązowe. Głowa i przedplecze płytko rowkowane, pozbawione punktowania. Oczy bardzo duże, wyłupiaste. Labrum o sześciu szczecinkach i przedniej krawędzi wyraźnie obrzeżonej. Przedplecze 1,82 razy szersze niż długie. Pokrywy szerokojajowate, o równoległych bokach w części środkowej, powierzchni umiarkowanie wypukłej, a wierzchołku szeroko ściętym. Międzyrzędy 3 ze środkowym i tylnym, uszczecinionym punktem.

## Występowanie
Gatunek ten znany jest wyłącznie z Singapuru.